# کمال خجندی
کمال‌الدین مسعود خُجندی معروف به شیخ کمال و کمال خجندی از عارفان و شاعران پارسی‌گوی سده ۸ (قمری) بود. تولدش در خجند فرارود بود؛ اما پس از سفر حج در تبریز ساکن شد. او چنان شیفته اقطاب عرفان آذربایجان شد که شعر ( بوی جوی مولیان ) را در وصف سه جوی پر آب‌اش : سُرخاب، چَرَنداب، و گجَل (گَجیل) سروده است.(این سه جز محلات معروف و قدیمی تبریز است)
| تبریز مرا راحت جان خواهد بود |  | پیوسته مرا ورد زبان خواهد بود |

| تا در نکشم آب چرنداب و گجَل |  | سرخاب ز دیده ام روان خواهد بود |

با اینکه شاعری پیشهٔ اصلی او نبود، دیوانش مشتمل بر نزدیک به هشت‌هزار بیت است که بخش اصلی‌اش غزل‌های او هستند. نمونه‌ای از غزلیات:
| عرفات عشقبازان سر کوی یار باشد |  | به طواف کعبه زین درنروم که عار باشد |

| چو سری بر آستانش ز سر صفا نهادی |  | به صفا و مروه‌ای دل دگرت چه کار باشد |

| قدمی ز خود برون نِه به ریاض عشق، کاینجا |  | نه صداع نفحهٔ گل نه جفای خار باشد |

| به معارج اناالحق نرسی ز پای منبر |  | که سری شناسد این سِرّ که سزای دار باشد |

| ز میِ شبانه ساقی قدحی بیار پیشم |  | نه از آن میی که او را به سحر خمار باشد |

| نکند کمال دیگر طلب حضور باطن |  | که قرارگاه زلفش دل بی‌قرار باشد |

شیخ کمال در خدمت سلطان حسین جلایر درآمد و در خانقاهی که پادشاه برای او ساخته بود به سر می‌برد. وی از شاعران بزرگ اواخر سده هشتم است که مخصوصاً در غزل‌سرایی مهارت داشت. دیوان او شامل غزل‌های مطبوع زیاد وغالبا مقرون به ذوق عرفانی است.
کمال خجندی معاصر حافظ بود و درباره او چنین گفته است:
| نشد به طرز غزل هم عنان ما حافظ |  | اگرچه در صف رندان ابوالفوارس شد |

از اشعار اوست:
| عشق حالی است که جبریل بر آن نیست امین |  | صاحب حال شناسد سخن اهل یقین |

| جرعه‌ای بر سر خاک از می عشق افشاندند |  | عرش و کرسی همه بر خاک نهادند جبین |

| اهل فتوی که فرورفته کلک و ورقند |  | مشرکانند که اقرار ندارند به دین |

| مفلس عشق ندارد هوس منصب و جاه |  | خاک این راه به از مملکت روی زمین |

| شب قرب است مرو ای دل حق دیده به خواب |  | که سر زنده‌دلان حیف بود بر بالین |

| ای که روشن نشدت حال دل سوختگان |  | همچو شمع از سر جان خیز و بر آتش بنشین |

کمال‌الدین خجندی در سال ۷۹۲ (قمری) یا ۸۰۸ (قمری) درگذشت. آرمگاه او در تبریز است. این بیت بر لوح آرامگاه او نوشته شده‌است:
| کمال از کعبه رفتی بر در یار |  | هزارت آفرین مردانه رفتی |